# Verhivți, Huseatîn
Verhivți (în ucraineană Верхівці) este un sat în comuna Peremîliv din raionul Huseatîn, regiunea Ternopil, Ucraina.

## Demografie
Componența lingvistică a localității Verhivți
     Ucraineană (99,55%)
     Alte limbi (0,45%)
Conform recensământului din 2001, majoritatea populației localității Verhivți era vorbitoare de ucraineană (99,55%), existând în minoritate și vorbitori de alte limbi.